# يوهان أندرياس شوبرت
يوهان أندرياس شوبرت (بالألمانية: Johann Andreas Schubert)‏ هو مهندس ألماني، ولد في 19 مارس 1808 في Wernesgrün ‏ في ألمانيا، وتوفي في 6 أكتوبر 1870 في درسدن في ألمانيا.